# Moulay Haddou
Moulay Haddou (Oran, 14 juni 1975) is een Algerijns voetballer, die als verdediger speelt.

## Carrière

### Clubs
- 2007/heden    -  MC Oran
- 2005/2006 -  USM Alger
- 1994/2004 -  MC Oran
- 1992/1993 -  ASM Oran

Haddou speelde in zijn carrière tot dusver 147 wedstrijden en scoorde hierin dertig keer. Tijdens zijn interlandcarrière (1998 - 2004) speelde hij nog 57 wedstrijden (1 doelpunt).

## Erelijst
- Beker van Algerije met MC Oran (1997)
- Arabische Beker der Bekerwinnaars met MC Oran (1997 en 1998)
- Arabische Supercup met MC Oran (1999)
- Tweede bij de Arabische Champions League met MC Oran (2001
- Algerian Championnat National met USM Alger (2005)
- Tweede Algerian Championnat National met MC Oran (1995, 1996, 1997 en 2000.
- Finalist Beker van Algerije met MC Oran (1998 en 2002) en met USM Alger (2006)

Haddou kwalificeerde zich met het Algerijns voetbalelftal voor de Afrika Cup in 2000, 2002 en 2004.